# 德维恩·培根
小德维恩·李·培根（英語：Dwayne Lee Bacon Jr.，1995年8月30日—）為美國男子籃球運動員，他在2017年NBA选秀第二輪第40順位獲得新奥尔良鹈鹕青睞，NBA生涯效力過夏洛特黃蜂與奥兰多魔术。
2023年11月28日， 中国男子篮球职业联赛上海大鲨鱼宣布與培根完成簽約。2024年5月23日，龐塞獅子宣布培根加盟事宜。8月7日，VTB聯賽聖彼得堡澤尼特宣布與培根簽訂合約，合約至2024-25賽季結束。

## 外部連結
- 德维恩·培根在fiba.basketball（英语）
- 德维恩·培根在NBA官網（英语）
- 德维恩·培根在NBA G聯盟官網（英语）
- 德维恩·培根在歐洲籃球聯賽官網（英语）
- 德维恩·培根在VTB聯賽官網（英语）
- 德维恩·培根在Basketball-Reference.com（NBA）（英语）
- 德维恩·培根在Basketball-Reference.com（NBA G聯盟）（英语）
- 德维恩·培根在Basketball-Reference.com（國際）（英语）
- 德维恩·培根在Sports-Reference.com（NCAA）（英语）
- 德维恩·培根在ESPN（NBA）（英语）
- 德维恩·培根在Eurobasket.com（球員）（英语）
- 德维恩·培根在Proballers（英语）
- 德维恩·培根在RealGM（英语）
- 德维恩·培根在中国篮球数据库